# Jan van der Linden
Johannes Jacobus (Jan) van der Linden (Schiedam, 17 februari 1907 - Nieuwegein, 4 november 1993) was een Nederlands architect.

## Leven en werk
Zijn vader, de chemicus dr. Charles Florent van der Linden, was directeur van de stearinefabriek 'Apollo'. Na de 5-jarige HBS in Den Haag ging Jan van der Linden chemie en rechten studeren in Amsterdam. Beide studies brak hij voortijdig af. In oktober 1930 schreef hij zich samen met zijn broer Kees in bij het Bauhaus in Dessau om daar de architectuuropleiding te volgen. 
Onder druk van de politieke ontwikkelingen moest het Bauhaus in september 1932 zijn deuren sluiten. Een deel van de opleiding werd overgeheveld naar Berlijn, maar in april 1933 sloot de politie ook de school in Berlijn. De gebroeders Van der Linden konden hun opleiding niet voltooien, maar vestigden zich als architect. Tijdens de crisisjaren volgden wat kleinere opdrachten in Duitsland en Nederland. 
In 1934-1935 reisde Jan van der Linden naar Chili om directeur van een meubelfabriek te worden, maar die bleek bij aankomst failliet. Van der Linden werkte als leraar en architect in Valparaíso en keerde na enige tijd weer terug naar Nederland. Teruggekomen vestigde hij zich samen met zijn broer als architect op de Keizersgracht in Amsterdam. Van der Linden werd secretaris van Architectura et Amicitia (1940-1955). 
Tijdens de oorlog weigerde hij lid te worden van de Kultuurkamer. Hij kon als gevolg hiervan slechts kleine interieurverbouwingen uitvoeren. 
Met de wederopbouw begonnen twee decennia met veel opdrachten. Zijn broer Kees verliet het bureau en werd leraar aan de Vrije School en docent antroposofie aan de Academie van Bouwkunst in Amsterdam. Jan breidde zijn kantoor in Amsterdam uit en zou onder meer samenwerken met Herman Knijtijzer, W.J. Saarberg en Wim Quist. 
In 1952 opende hij samen met A. Overeijnder een bureau in Rotterdam. Hij bouwde onder meer het kantoor van Sanquin (tot 1998 de Gemeentelijke Bloedtransfusiedienst) in Amsterdam (met beelden van Jan Wolkers), talrijke woonhuizen, fabrieksgebouwen, bankkantoren en winkels voor onder meer Prenatal. In 1966 stopte Van der Linden met zijn werk als architect en wijdde zich geheel aan de antroposofie. Hij richtte samen met zijn echtgenote – de textielkunstenares Ernee 't Hooft – de Iona Stichting in Amsterdam op, een op de antroposofie geschoeide instelling voor algemeen nut.